# Михаило IV Антиохијски
Патријарх Михаило IV (у. 1592.) је био православни патријарх Антиохије од 1576. до 1581. и антипатријарх Антиохије од 1581. до 1583. године.

## Живот
После смрти његовог претходника, патријарха Јоакима IV, православни епископи Сирије изабрали су Михаила (тада митрополита Евхаитског Макарија), митрополита трипољског Доротеја и митрополита алепског Григорија као три најдостојнија кандидата да га наследе, и задужили тројицу да одлучујући међу собом ко треба да постане патријарх. Грегорије, који није желео да напусти своју епархију због своје популарности и политичке снаге у Алепу, гласао је за Михаила, а Доротеј је учинио исто.
Михаило је убрзо постао дубоко непопуларан међу православним хришћанима Дамаска, седишта патријаршије, и они су га 1581. приморали да абдицира, након чега је митрополит Доротеј уз њихову подршку преузео престо, пошто се Михаил повукао у Хаму, свој родни град, где га је митрополит Григорије убедио да повуче абдикацију како би оспорио моћ православне заједнице Дамаска. Настали раскол је трајао до 1583. године, са огромним сумама новца које су потрошене на обе стране у покушајима да се купе подршка. Михаило је добио подршку османског султана, али је Јоаким подмитио владара Дамаска да игнорише султанову наредбу и призна га за патријарха. До 1583. Михајлова подршка је опала, и он је абдицирао по други пут, препустивши тако седиште Антиохије Јоакиму.